# FIFA-Beachsoccer-Weltmeisterschaft 2006
Die FIFA-Beachsoccer-Weltmeisterschaft 2006 war die zweite Austragung des Weltmeisterschaftstunieres für Männer im Beachsoccer, das von der FIFA organisiert wird. Das Turnier fand vom 2. November bis zum 12. November 2006 in Copacabana, Rio de Janeiro, Brasilien statt. Alle 32 Spiele wurden in einem Stadion ausgetragen.
Weltmeister wurde zum zehnten Mal Brasilien, vor Uruguay.

## Teilnehmer
Für die Endrunde qualifizierten sich erstmals 16 Nationalmannschaften aus den jeweiligen Kontinentalverbänden:
| 5 aus Europa                               | Frankreich  | Polen          | Portugal | Spanien |
|                                            | Italien     |                |          |         |
| 3 aus Südamerika                           | Argentinien | Brasilien (GG) | Uruguay  |         |
| 2 aus Nord-, Mittelamerika und der Karibik | Kanada      | USA            |          |         |
| 2 aus Afrika                               | Kamerun     | Nigeria        |          |         |
| 3 aus Asien                                | Bahrain     | Japan          | Iran     |         |
| 1 aus Ozeanien                             | Salomonen   |                |          |         |

## Vorrunde

### Gruppe A
| Rang | Land      | Tore  | Differenz | Punkte |
| ---- | --------- | ----- | --------- | ------ |
| 1    | Brasilien | 29:10 | + 19      | 9      |
| 2    | Japan     | 15:22 | - 7       | 3      |
| 3    | Polen     | 12:18 | - 6       | 3      |
| 4    | USA       | 14:20 | - 6       | 3      |

|           |   |       |      |
| USA       | – | Japan | 4:8  |
| Brasilien | – | Polen | 9:2  |
| Brasilien | – | Japan | 10:2 |
| Polen     | – | USA   | 2:4  |
| Brasilien | – | USA   | 10:6 |
| Polen     | – | Japan | 8:5  |

### Gruppe B
| Rang | Land       | Tore  | Differenz | Punkte |
| ---- | ---------- | ----- | --------- | ------ |
| 1    | Frankreich | 21:8  | + 13      | 9      |
| 2    | Kanada     | 11:14 | - 3       | 5      |
| 3    | Spanien    | 10:12 | - 2       | 3      |
| 4    | Iran       | 10:18 | - 8       | 0      |

|            |   |            |                      |
| Kanada     | – | Iran       | 6:6 n. V., 1:0 i. E. |
| Spanien    | – | Frankreich | 4:7                  |
| Frankreich | – | Kanada     | 8:1                  |
| Iran       | – | Spanien    | 1:6                  |
| Frankreich | – | Iran       | 6:3                  |
| Spanien    | – | Kanada     | 0:4                  |

### Gruppe C
| Rang | Land      | Tore  | Differenz | Punkte |
| ---- | --------- | ----- | --------- | ------ |
| 1    | Portugal  | 29:9  | + 20      | 9      |
| 2    | Uruguay   | 17:13 | + 4       | 3      |
| 3    | Salomonen | 12:26 | - 14      | 3      |
| 4    | Kamerun   | 8:18  | - 10      | 2      |

|           |   |           |                      |
| Portugal  | – | Uruguay   | 5:4                  |
| Salomonen | – | Kamerun   | 5:2                  |
| Uruguay   | – | Salomonen | 10:5                 |
| Kamerun   | – | Portugal  | 3:10                 |
| Kamerun   | – | Uruguay   | 3:3 n. V., 1:0 i. E. |
| Salomonen | – | Portugal  | 2:14                 |

### Gruppe D
| Rang | Land        | Tore  | Differenz | Punkte |
| ---- | ----------- | ----- | --------- | ------ |
| 1    | Argentinien | 10:6  | + 6       | 9      |
| 2    | Bahrain     | 10:9  | + 1       | 5      |
| 3    | Nigeria     | 13:13 | 0         | 3      |
| 4    | Italien     | 6:11  | - 5       | 0      |

|             |   |             |                      |
| Argentinien | – | Nigeria     | 5:4                  |
| Italien     | – | Bahrain     | 2:4                  |
| Nigeria     | – | Italien     | 4:3                  |
| Bahrain     | – | Argentinien | 1:2                  |
| Bahrain     | – | Nigeria     | 5:5 n. V., 4:3 i. E. |
| Italien     | – | Argentinien | 1:3                  |

## Finalrunde

### Viertelfinale
|            |   |             |      |
| Brasilien  | – | Kanada      | 12:1 |
| Portugal   | – | Bahrain     | 6:2  |
| Uruguay    | – | Argentinien | 2:1  |
| Frankreich | – | Japan       | 3:2  |

### Halbfinale
|           |   |            |                |
| Brasilien | – | Portugal   | 7:4            |
| Uruguay   | – | Frankreich | 2:2, 1:0 i. E. |

### Spiel um Platz 3.
|          |   |            |     |
| Portugal | – | Frankreich | 4:6 |

### Finale
|           |   |         |     |
| Brasilien | – | Uruguay | 4:1 |

## Auszeichnungen
- adidas Goldener Ball:  Madjer
- adidas Goldener Torschütze:  Madjer (21 Tore)
- FIFA Fairplay-Auszeichnung:  Frankreich